# Стурюман
Стурюман (на шведски: Storuman) е град в северна Швеция, лен Вестерботен. Главен административен център на едноименната община Стурюман. Разположен е на южния бряг на езерото Стурюман. Намира се на около 620 km на северозапад от централната част на столицата Стокхолм и на около 200 km на северозапад от главния град на лена Умео. ЖП възел. Населението на града е 2207 жители според данни от преброяването през 2010 г.